# Jack Posobiec
Jack Michael Posobiec III (/pəˈsoʊbɪk/ pə-SOH-bik; nacido el 14 de diciembre de 1984) es un activista político estadounidense de derecha, corresponsal de televisión y presentador, teórico de la conspiración y ex oficial de inteligencia de la Marina de los Estados Unidos. Posobiec es conocido por sus comentarios a favor de Donald Trump en Twitter, así como por el uso de símbolos y temas de conversación de derecha radical, incluyendo supuestamente la teoría de la conspiración del genocidio blanco. En repetidas ocasiones ha hecho afirmaciones despectivas sobre figuras políticas en un esfuerzo por dañar a sus oponentes. Ha propagado noticias como la teoría de la conspiración de Pizzagate que afirma que altos funcionarios del Partido Demócrata estaban involucrados en una red de explotación sexual infantil. También fue un promotor del movimiento Stop the steal. De 2018 a 2021, Posobiec fue empleado de One America News Network (OANN), un canal de televisión de noticias por cable derechista, como corresponsal político y presentador al 'aire.' Dejó OANN en mayo de 2021 para comenzar a presentar un programa de organización estudiantil conservadora Turning Point USA y para unirse al sitio de noticias conservador Human Events como editor principal.

## Primeros años
Posobiec nació y se crio en Norristown, Pensilvania, en una familia de ascendencia polaca. Sus padres eran ambos demócratas. Asistió a la escuela secundaria católica Kennedy-Kenrick y fue a la Universidad del Temple. Mientras estuvo en Temple, se convirtió en presidente de los Republicanos del Colegio Universitario de Temple y comenzó una asociación de Estudiantes por la Libertad Académica, una organización dirigida por el Centro de Libertad David Horowitz. También participó en una pasantía de verano para el senador estadounidense Rick Santorum y se ofreció como voluntario para la fallida campaña de reelección del representante estadounidense Curt Weldon en 2006. Se graduó de Temple en 2006 con una doble especialización en ciencias políticas y periodismo televisivo.

## Carrera
Después de graduarse, Posobiec trabajó para la Cámara de Comercio de Estados Unidos en Shanghái, China. Interpretó un papel secundario en la película El reino prohibido, que se estrenó en 2008. Más tarde trabajó para WPHT, una estación de radio conservadora, y luego para la campaña de Steve Johnson en las elecciones para vicegobernador de Pensilvania de 2010.
Posobiec sirvió varios años en la Reserva de la Marina de los Estados Unidos desde 2010 hasta 2017, alcanzando el empleo de alférez de navío. Estuvo destacado durante diez meses en la Base Naval de la Bahía de Guantánamo desde septiembre de 2012, y trabajó en la Oficina de Inteligencia Naval (ONI), donde luego volvió a trabajar como civil.
Durante las elecciones de 2016, Posobiec fue director de proyectos especiales de Citizens for Trump, una organización pro-Trump pero no un grupo oficial. En marzo de 2017, Posobiec renunció a su puesto civil de tiempo completo en la ONI y dijo que su apoyo a Trump generaba un "ambiente de trabajo tóxico". A partir de agosto de 2017, su autorización de seguridad fue suspendida y estaba bajo revisión.

### Activismo político

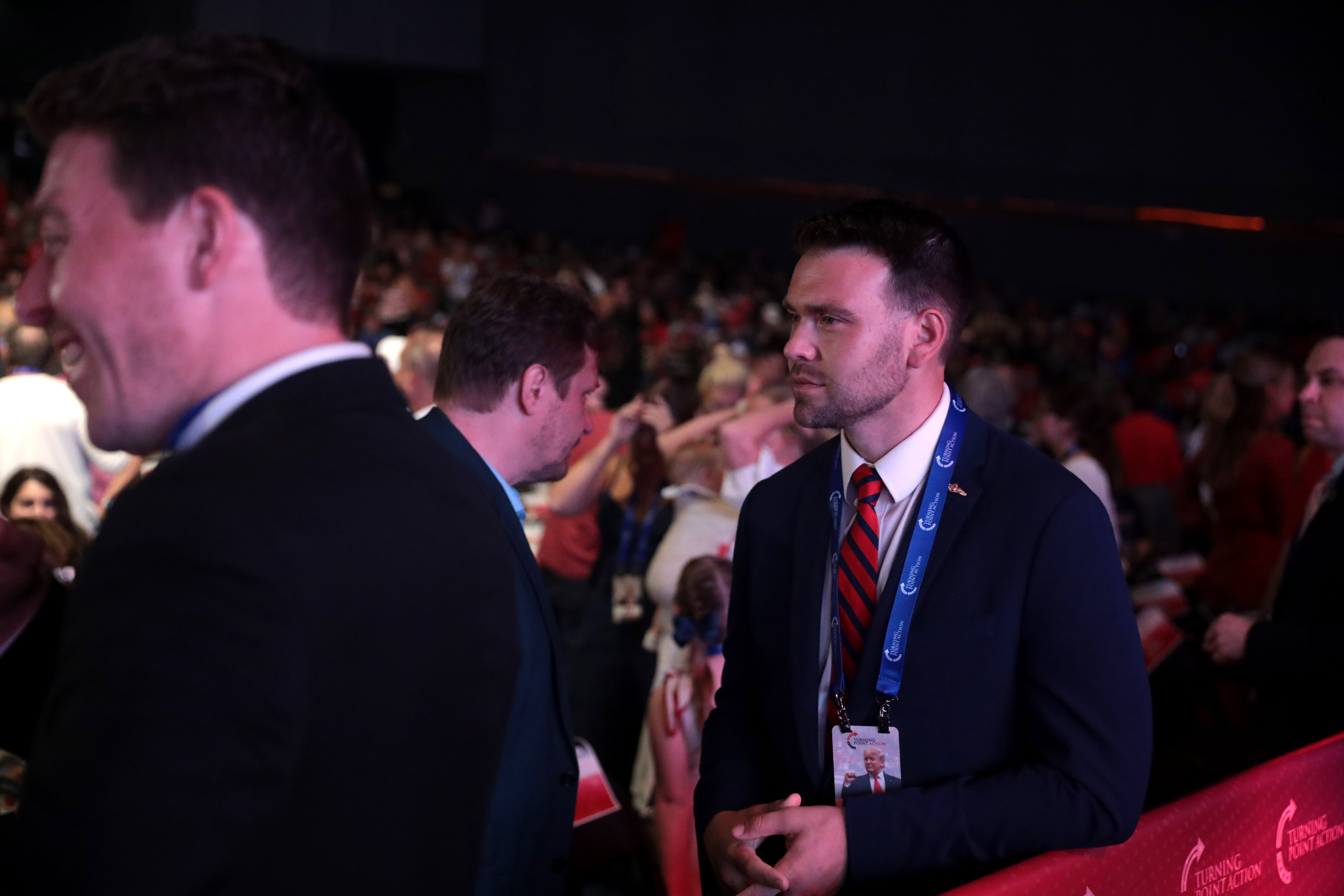
Jack Posobiec en una "reunión para proteger nuestras elecciones" organizada en Arizona.

Posobiec se describe a sí mismo como un "operador político republicano". Durante las elecciones de 2016, Posobiec fue director de proyectos especiales de la organización política Citizens for Trump. Semafor descubrió que era, con mucho, la voz más influyente con docenas de estrategas republicanos antes de la temporada de campaña de 2024.
Dijo en 2017 que su trabajo era "periodismo de realidad, en parte investigativo, en parte activista, en parte comentario", y que "estoy dispuesto a romper la cuarta pared. Estoy dispuesto a entrar en una marcha anti-Trump y comenzar a corear cosas contra Clinton, para hacer que suceda algo y luego cubrir lo que sucede".
El 16 de junio de 2017, Posobiec interrumpió una producción de Julio César en  Shakespeare in the Park que mostraba al personaje principal como una figura parecida a Trump. Posobiec fue impulsado por Mike Cernovich, quien había ofrecido un premio de 1000 dólares a cualquiera que interrumpiera una actuación. “Todos ustedes son Goebbels, todos son nazis como Joseph Goebbels”, gritó a la audiencia en un video que publicó en Twitter. Posobiec fue escoltado fuera del evento junto con otra manifestante, Laura Loomer, quien fue arrestada por alteración del orden público tras negarse a abandonar el escenario.
Posobiec ha apoyado a otras figuras políticas conservadoras con tácticas similares. Promovió correos electrónicos y archivos filtrados a 4chan de Emmanuel Macron poco antes de las elecciones presidenciales francesas en 2017. En un video filmado para Rebel Media, promovió la candidatura de Marine Le Pen del Frente Nacional. Posobiec celebró que se filtrara la presencia de Macron en una fiesta organizada por Milo Yiannopoulos. En octubre de 2017, Posobiec y Cernovich formaron un súper PAC llamado #Rev18 y anunciaron su apoyo a Josh Mandel, nieto de sobrevivientes del Holocausto, en las elecciones al Senado de los Estados Unidos de 2018 en Ohio. En julio de 2017, Posobiec repartió volantes provocativos agradeciendo a los senadores demócratas por "proteger nuestro contenido pornográfico violento de calidad", incluidos "videos pornográficos de rituales satánicos". Los volantes se distribuyeron frente al Senado de los Estados Unidos en una manifestación en apoyo de la neutralidad de la red.

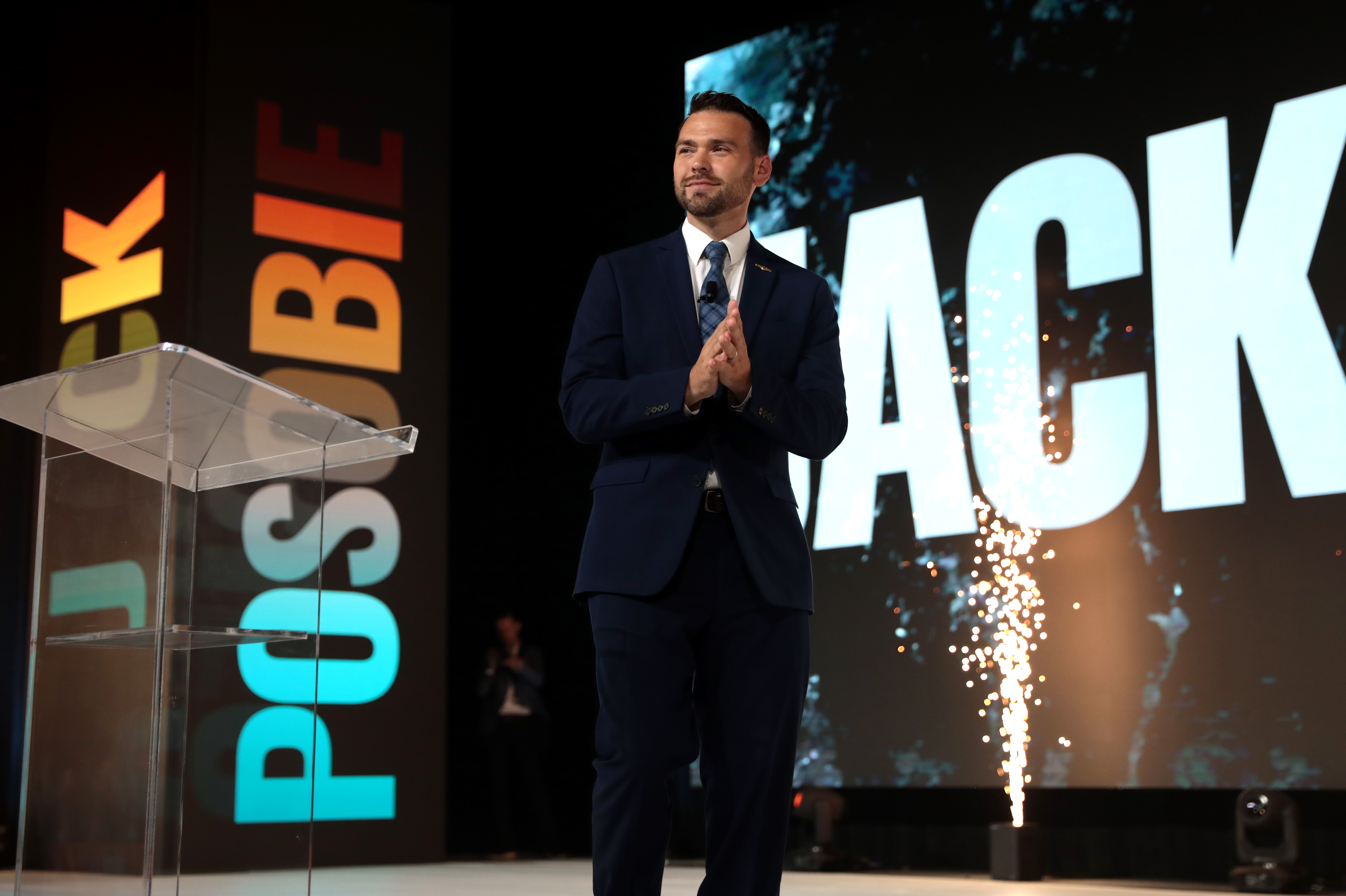
Jack Posobiec hablando en la Cumbre de Acción Estudiantil 2021.

Posobiec organizó un mitin contra la violencia política en Washington D. C., el 25 de junio de 2017, para condenar el tiroteo de Steve Scalise. Un tal Richard Spencer ridiculizó el evento de Posobiec y lo calificó de "patético". En las elecciones especiales del distrito 18 del Congreso de Pensilvania en marzo de 2018, Posobiec apoyó al demócrata Conor Lamb sobre el republicano Rick Saccone. Posobiec describió a Lamb como un "veterano pro-Trump".
Debido a publicaciones controvertidas la Liga Antidifamación lo incluyó en su reporte sobre extrema derecha en 2017; en respuesta Posobiec tuiteó un selfie de su visita al Memorial de Auschwitz-Birkenau en Polonia: "La @ADL_National [Liga Antidifamación] sería inteligente si recordara lo que sucedió la última vez que la gente hizo listas de indeseables".
En agosto de 2017, luego de la manifestación Unite the Right de 2017 en Charlottesville, Virginia, que provocó enfrentamientos violentos entre manifestantes y contramanifestantes, Posobiec dijo que la manifestación se había convertido en "propaganda masiva" para la izquierda y que los principales medios de comunicación habían "avivado las llamas de esta violencia". Posobiec  tuiteó sobre la teoría del genocidio blanco, pero más tarde ha dicho que repudiaba el nacionalismo blanco y la violencia. También tuiteó que "había terminado con el troleo" y que era "hora de hacer lo correcto".
En junio de 2020, en el Parque Lincoln de Washington D. C., una docena de manifestantes empujó y persiguió a Posobiec durante varios minutos en el Monumento a la Emancipación. Los manifestantes llamaron nazi a Posobiec, que estaba filmando a los oradores, y lo obligaron a abandonar el parque. La policía llegó en una camioneta y, después de tratar de sofocar la pelea, ayudó a Posobiec a subir a la camioneta antes de irse. Posobiec tuiteó más tarde que estaba "totalmente bien" pero "presentando un informe de agresión en la estación de policía de DC".
El 9 de junio de 2022, el Southern Poverty Law Center catalogó a Posobiec como extremista, citando supuestos acercamientos con grupos como Proud Boys y Oath Keepers, así como sus vínculos con nacionalistas blancos, neonazis, extremistas antigubernamentales y la derecha polaca.

### Trabajo en medios

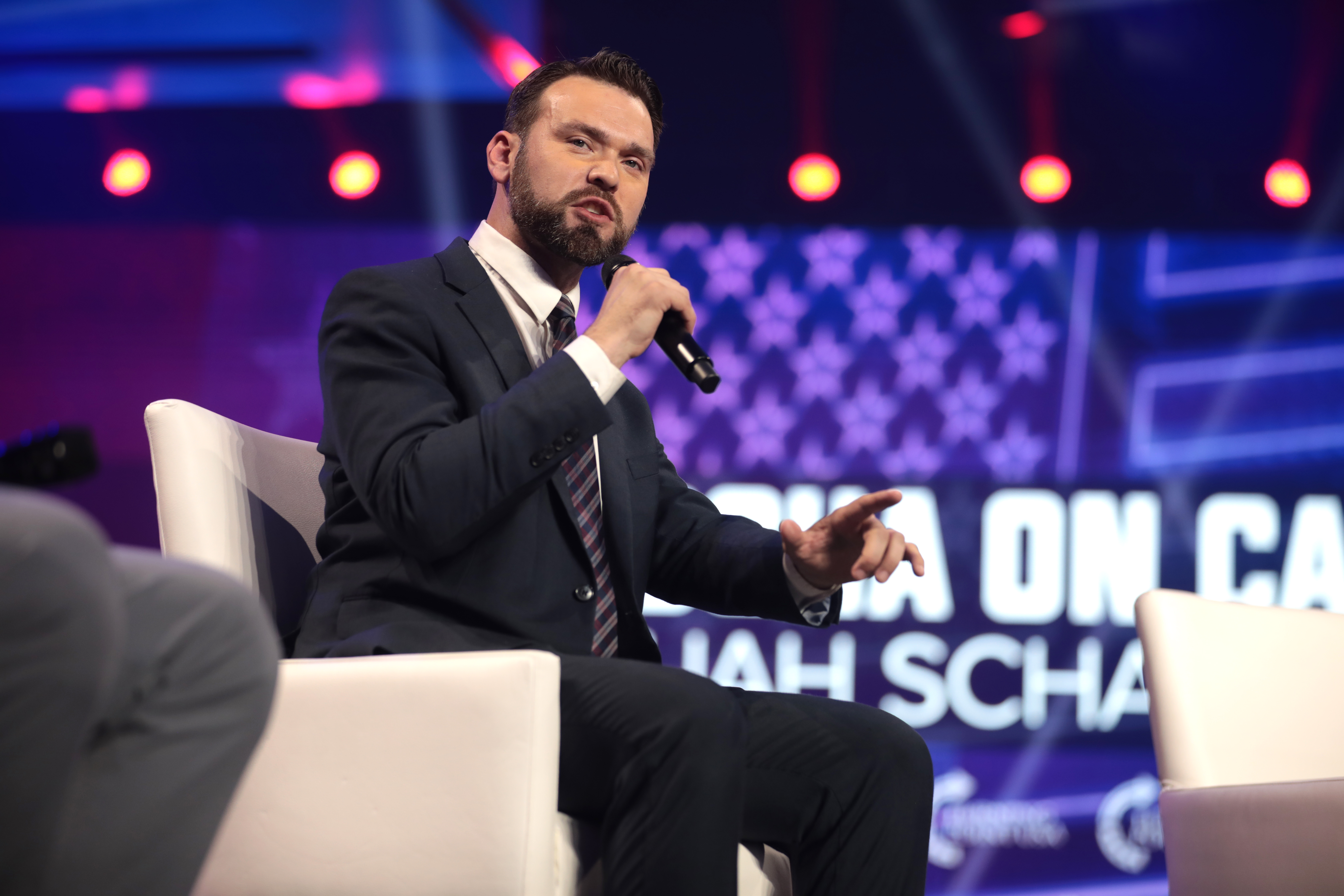
Jack Posobiec hablando durante el AmericaFest 2021.

Entre septiembre de 2016 y marzo de 2017, Posobiec se describió a sí mismo como trabajador de CBS News en su perfil de Twitter. CBS News le dijo al Southern Poverty Law Center en 2020 que nunca había trabajado para ellos.
Entre principios de abril y mayo de 2017, Rebel News, un sitio web con sede en Canadá, contrató a Posobiec como jefe de su oficina en Washington, y se le otorgó acceso de prensa a la Casa Blanca en abril de 2017. Según Revista Filadelfia, Posobiec "parecía haber sido acusado en la sala de conferencias de prensa de sermonear a periodistas legítimos y agotar el tiempo en conferencias de prensa con preguntas tontas y obsequiosidad al querido líder" durante su breve tiempo en el grupo de prensa de la Casa Blanca.
Según HuffPost en mayo de 2017, Posobiec contrató a los hermanos supuestamente neonazis Jeffrey y Edward Clark para ayudar a crear un documental sobre el asesinato de Seth Rich para Rebel News. Posobiec dijo más tarde que nunca había oído hablar de los hermanos Clark y que nunca había hecho un documental sobre Seth Rich. Dejó Rebel News luego de ser acusado de plagiar un guion de video de Jason Kessler.
De 2018 a 2021, One America News Network (OANN), empleó a Posobiec como corresponsal político y presentador "al aire". En septiembre de 2018, presentó en la red el cartel en línea pro-Hitler conocido como Microchip sin indicar las afiliaciones de esa persona, según el Southern Poverty Law Center. El SPLC dijo que los dos hombres habían trabajado juntos en la difusión de "desinformación" durante varios años, incluidas las afirmaciones "falsas" de propaganda del Pizzagate.
Posobiec dejó OANN en mayo de 2021 para comenzar a presentar un programa para la organización estudiantil conservadora Turning Point USA y para unirse a Human Events como editor sénior.

## Vida privada
De 2012 a 2016, Posobiec publicó un blog y un podcast sobre Game of Thrones llamado AngryGoTFan. Posobiec se casó en noviembre de 2017; le dijo a BuzzFeed News que conoció a su esposa en 2015.

## Obras publicadas
- Antifa: historias desde dentro del bloque negro (Calamo Press, 2021) ISBN 9780999705971[51]
- 4D Warfare: una doctrina para una nueva generación de políticas (Castalia House, 2018) ISBN 9789527065655[52]
- Ciudadanos por Trump: la historia interna del movimiento popular para recuperar Estados Unidos (2017) ISBN 9781546936534[53]